# トゥラジャージー2世
トゥラジャージー2世（マラーティー語：तुळजाजी, ：Tulajaji II, 1738年 - 1787年）は、南インドのタミル地方、タンジャーヴール・マラーター王国の君主（在位：1763年 - 1787年）。

## 生涯
1763年12月16日、父プラタープ・シングが死亡し、その息子であるトゥラジャージー2世が王位を継承した。
1771年、トゥラジャージー2世は父王の代から関係の悪化していたラームナードゥのパーライヤッカーラルの領土に侵攻した。ラームナードゥはカルナータカ太守ムハンマド・アリー・ハーンに援軍を求めため、トゥラジャージー2世は戦時賠償として王国領の2州を割譲した。
1773年、ムハンマド・アリー・ハーンはカーナティック戦争による負債から財政難にあったため、マドラスのイギリス東インド会社職員らの援助を得て、タンジャーヴール・マラーター王国を併合するために侵略した。トゥラジャージー2世はデカンのマラーター王国に救援を求め、援軍として大軍が派遣されたが、マラーター王国の混乱から兵は引き返し、同年9月17日に王国は併合され、彼と家族は投獄された（タンジャーヴール包囲戦）。
だが、イギリス東インド会社内からこの併合に関して批判が高まったことから、1776年4月11日にタンジャーヴール・マラーター王国はイギリスによって復活し、トゥラジャージー2世は復位した。なお、彼は復位の条件として、軍を解散したうえで、イギリス軍が領土に駐留することを認めることを承認させられた。

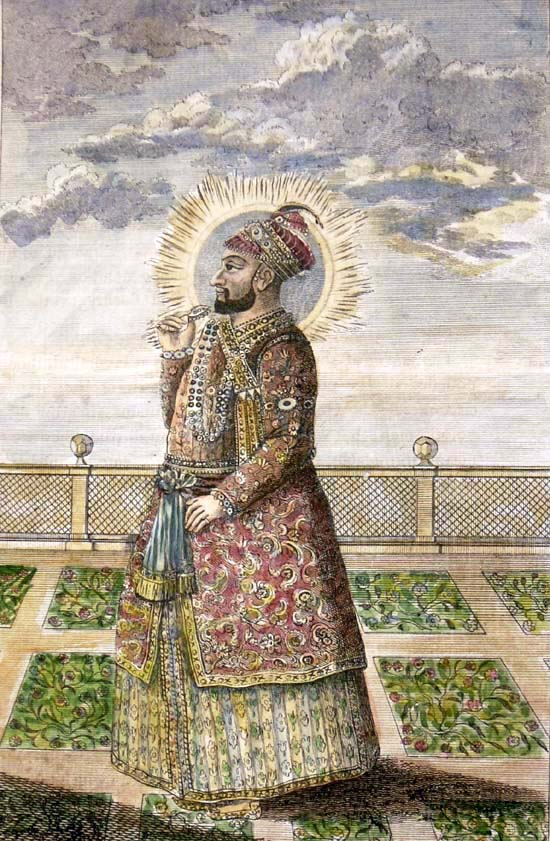
ハイダル・アリー

1780年、マイソール王国とイギリスとの間に第二次マイソール戦争が勃発すると、マイソール側のハイダル・アリーはしばしばタンジャーヴールの領土に降った。1781年初頭にハイダル・アリーは息子ティプー・スルターンともに侵入し、およそ半年間にわたったその領土を荒らした。王国軍の代わりとなっていたイギリス軍は役に立たず、1782年2月8日に首都タンジャーヴール近郊の戦いで敗れ去った（アンナグディの戦い）。
結局、トゥラジャージー2世はハイダル・アリーに忠誠を誓ったが、マイソール軍に王国の領土を略奪、破壊され、大勢の人々が連行された。1784年だけで、ティプー・スルターンによってタンジャーヴールから2万人の子供が連行された、と当時の宣教師クリスチャン・フリードリヒ・シュバルツは語っている。
マイソールから受けたタンジャーヴールの被害は甚大で、1782年までに王国の経済生産高は1780年の段階に比べて9割減に落ち込んだという。この襲撃は「ハイダラカラム（Hyderakalam）」という動揺で語り継がれ、その復興は19世紀になるまでままならなかったという。
1787年、トゥラジャージー2世は死亡し、養子のサラボージーがサラボージー2世として王位を継承した。

## 人物

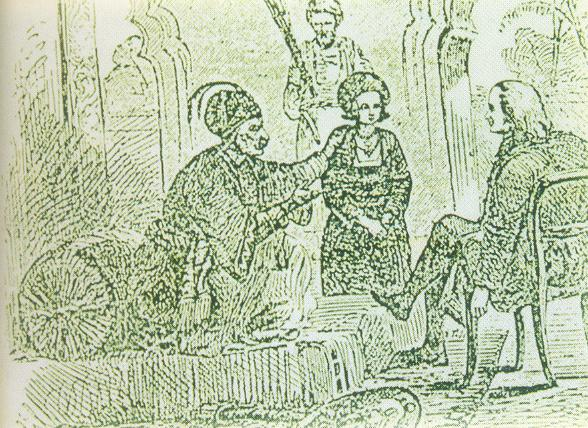
トゥラジャージー2世とサラボージー2世、クリスチャン・フリードリヒ・シュバルツ

トゥラジャージー2世はタミル語、テルグ語のみならず、サンスクリット語を書物を記すことが出来た優れた書家の一人であった。
また、トゥラジャージー2世はキリスト教といった他宗教にも興味を持ち、王国領に滞在していたドイツ人宣教師クリスチャン・フリードリヒ・シュバルツとは友人関係にあったことで知られている。